# Notification - Tuean nak.. rak sa loei
Notification - Tuean nak.. rak sa loei (Notification เตือนนัก..รักซะเลย) è una serie televisiva thailandese diretta da Patha Thongpan, pubblicata dal 31 marzo al 19 maggio 2018 sulla piattaforma streaming Mello, trasmessa in latecast su Channel 3 e resa inoltre disponibile su YouTube dopo alcuni giorni con sottotitoli in inglese.

## Trama
Min, Sonia e Tong sono tre otaku thailandesi al quarto anno di università che scrivono e disegnano light novel. Quando accidentalmente il cellulare di Min si rompe, lei comincia ad usarne uno di riserva che trova nella sua stanza senza averlo mai visto prima, e subito si accorge dell'arrivo di alcune notifiche dal futuro.

## Personaggi e interpreti

### Principali
- Min, interpretata da Kamolned Ruengsri "Eye".
- Sonia, interpretata da Chayanee Chaladthanyakij "Meena".
- Tong, interpretato da Nutthasit Kotimanuswanich "Best".
- Napat, interpretato da Vachiravit Paisarnkulwong "August".
- Lalin, interpretata da Suphitcha Subannaphong.

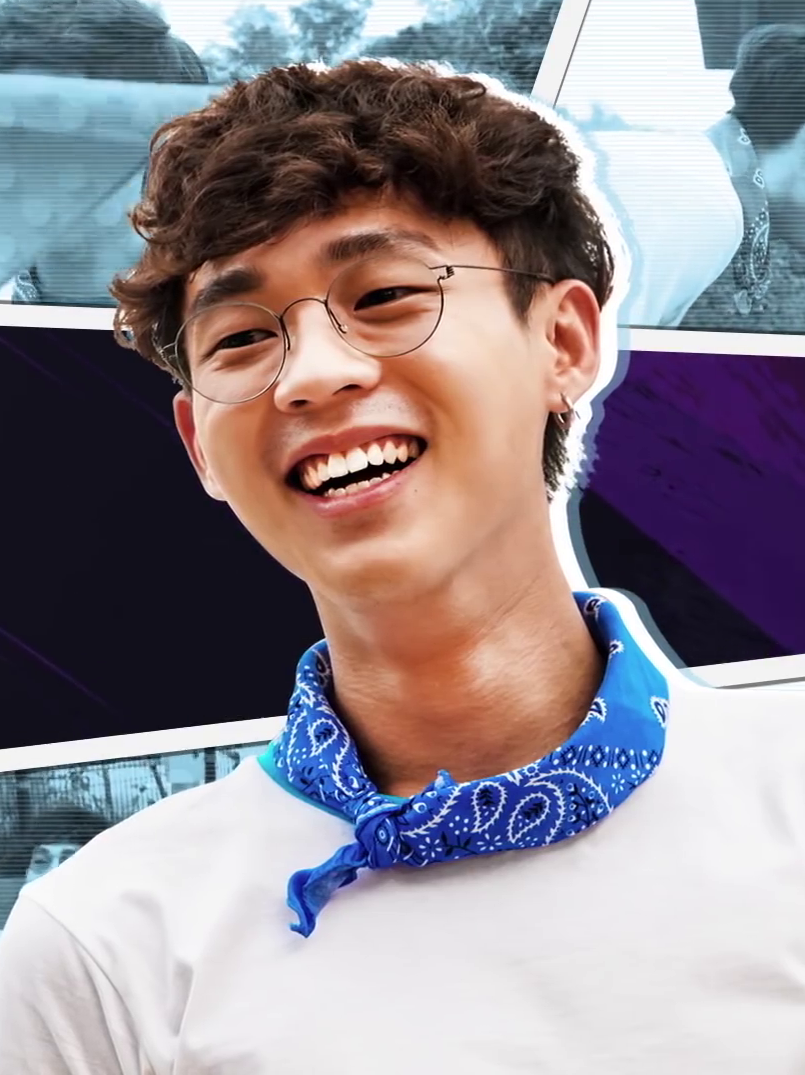
Nutthasit Kotimanuswanich

### Ricorrenti
- Madre di Napat, interpretata da Pimpan Chalaikupp "Pim".
- Padre di Tong, interpretato da Kreangsak Riantong.
- Mootun, interpretata da Seadthawut Pontanawutt.
- Kong, interpretato da Preamwiss Sechatwong.
- Joom, interpretata da Sutina Laoamnuaychai "Guide".

## Episodi
| Stagione       | Episodi | Prima TV |
| -------------- | ------- | -------- |
| Prima stagione | 8+1     | 2018     |

Il 26 maggio, una settimana dopo la fine degli episodi regolari, è stata trasmessa una puntata speciale mostrante i dietro le quinte della serie.

## Colonna sonora
Viene usata come sigla di apertura la canzone Tuean chan tee (Notification) del gruppo Siamese Kittenz, nel quale video musicale ufficiale partecipano anche gli attori della serie.
La sigla finale è invece Linaria degli Avocado Industry, interamente in giapponese, che negli episodi sette e otto è in versione featuring con Nutthasit Kotimanuswanich (Best), interprete di Tong (versione usata anche per il video musicale, dove lo stesso attore è protagonista). Nel sesto episodio viene presentata in una versione acustica suonata e cantata dal solo Best.